# Valonský šíp 2018
82. ročník jednodenního cyklistického závodu Valonský šíp se konal 18. dubna 2018 v Belgii. Závod dlouhý 198,5 km vyhrál Francouz Julian Alaphilippe z týmu Quick-Step Floors. Na druhém a třetím místě se umístili Španěl Alejandro Valverde (Movistar Team) a Jelle Vanendert (Lotto–Soudal).

## Týmy
Závodu se zúčastnilo celkem 25 týmů, včetně 18 UCI WorldTeamů a 7 UCI Professional Continental týmů. Každý tým přijel se sedmi jezdci, na start se tedy celkem postavilo 175 jezdců. Do cíle na Mur de Huy dojelo 107 jezdců.
UCI WorldTeamy
- AG2R La Mondiale
- Astana
- Bahrain–Merida
- BMC Racing Team
- Bora–Hansgrohe
- EF Education First–Drapac p/b Cannondale
- Groupama–FDJ
- LottoNL–Jumbo
- Lotto–Soudal
- Mitchelton–Scott
- Movistar Team
- Quick-Step Floors
- Team Dimension Data
- Team Katusha–Alpecin
- Team Sky
- Team Sunweb
- Trek–Segafredo
- UAE Team Emirates

UCI Professional Continental týmy
- Cofidis
- Delko–Marseille Provence KTM
- Fortuneo–Samsic
- Sport Vlaanderen–Baloise
- Vital Concept
- Wanty–Groupe Gobert
- WB Aqua Protect Veranclassic

## Výsledky
| Pořadí | Jezdec                      | Tým               | Čas        |
| ------ | --------------------------- | ----------------- | ---------- |
| 1      | Julian Alaphilippe (FRA)    | Quick-Step Floors | 4h 53' 37" |
| 2      | Alejandro Valverde (ESP)    | Movistar Team     | + 4"       |
| 3      | Jelle Vanendert (BEL)       | Lotto–Soudal      | + 6"       |
| 4      | Roman Kreuziger (CZE)       | Mitchelton–Scott  | + 6"       |
| 5      | Michael Matthews (AUS)      | Team Sunweb       | + 6"       |
| 6      | Bauke Mollema (NED)         | Trek–Segafredo    | + 6"       |
| 7      | Tim Wellens (BEL)           | Lotto–Soudal      | + 6"       |
| 8      | Maximilian Schachmann (GER) | Quick-Step Floors | + 6"       |
| 9      | Romain Bardet (FRA)         | AG2R La Mondiale  | + 6"       |
| 10     | Patrick Konrad (AUT)        | Bora–Hansgrohe    | + 12"      |